# فن يوناني

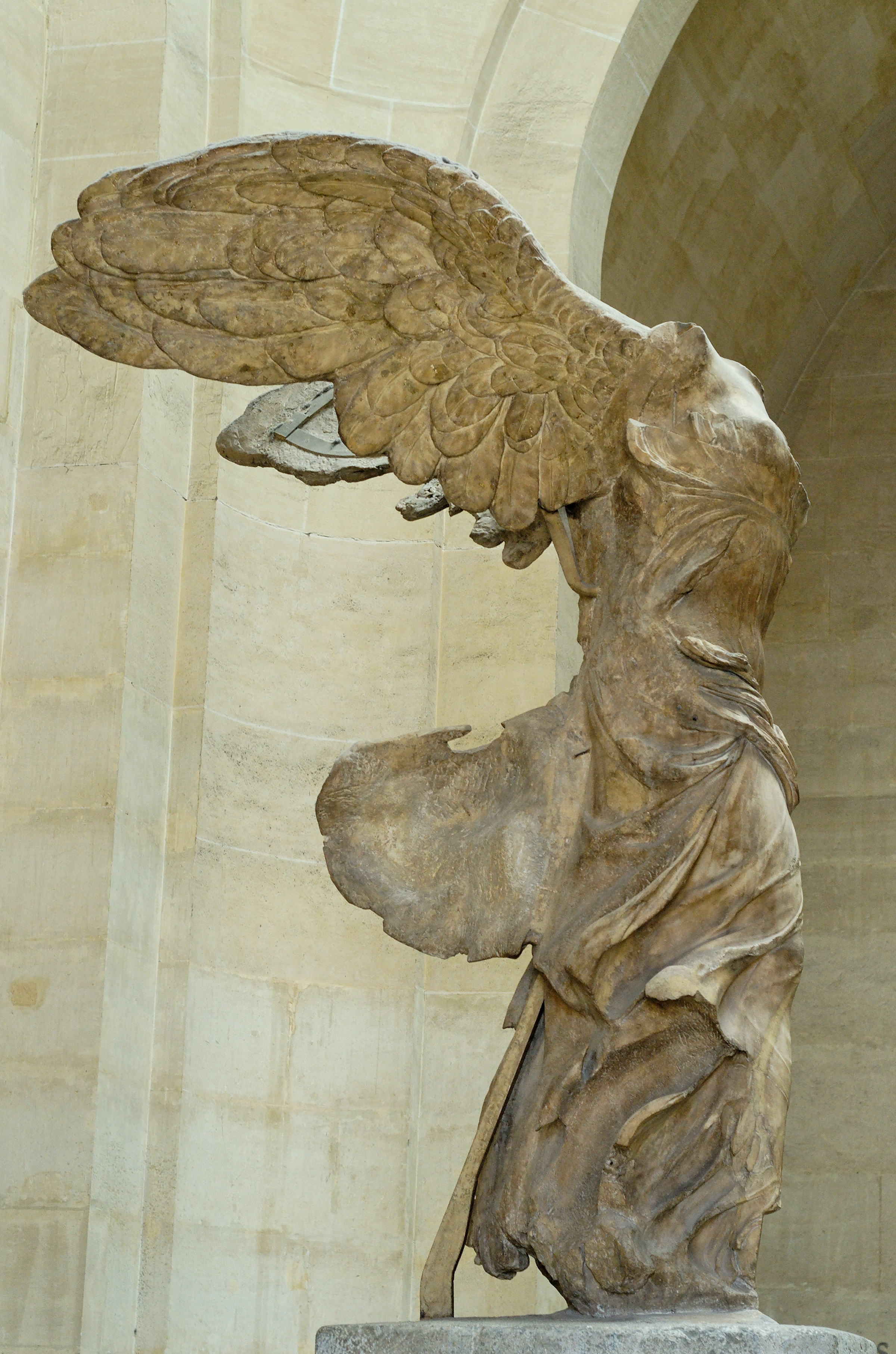

بدأ الفن الإغريقي في الحضارتين السيكلادية والمينوسية، وأطلق شرارة الفن الكلاسيكي الغربي في الحقب التالية: الهندسية والقديمة والكلاسيكية (مع تطورات أخرى في الحقبة الهيلينستية). تشبع الفن الإغريقي بآثار الحضارات الشرقية، والفن الروماني ونماذجه، والديانة الجديدة التي ظهرت في العصر البيزنطي (المسيحية الأرثوذكسية)، كما تشرّب الأفكار الإيطالية والأوروبية أثناء الفترة الرومانتيكية (مع انتعاش الثورة اليونانية) وحتى فترة الحداثة وما بعد الحداثة.
هناك خمسة أشكال رئيسية للفن الإغريقي: العمارة، والنحت، والرسم، وتشكيل الأواني الخزفية، وصناعة الجواهر.

## التاريخ

### الحقبة القديمة
بدأ الإنتاج الفني اليوناني في عصر ما قبل التاريخ، في الحضارتين السيكلادية والمينوسية السابقتين للإغريق، وقد تأثر كلاهما بالتقاليد المحلية والفن المصري القديم.
يُوجد ثلاث تقسيمات بحثية لمراحل الفن الإغريقي القديم اللاحقة، والتي تتماشى بالكاد مع الحقب التاريخية الحاملة لنفس الاسم، وهي الحقب القديمة، والكلاسيكية، والهيلينستية. تُؤرخ الحقبة القديمة عادةً من العام 1000 قبل الميلاد. تُتخذ الحروب الفارسية (الممتدة من عام 480 قبل الميلاد إلى 448 قبل الميلاد) كالحد الفارق بين الفترتين القديمة والكلاسيكية، بينما يُتخذ موت الإسكندر الأكبر (عام 323 قبل الميلاد) كالحدث الفاصل بين الفترتين الكلاسيكية والهيلينستية.
بطبيعة الحال، ظهر مختلف الأنواع من الفنون بسرعات متفاوتة في مناطق متعددة من العالم الإغريقي، واختلفت إلى حدٍ ما من فنانٍ إلى آخر. كان هناك تحول صارخ بين الحقبة والأخرى.
مارَس الفن الإغريقي القديم تأثيرًا هائلًا على ثقافة دولٍ عديدة منذ العصور القديمة وحتى وقتنا هذا، خاصةً فيما يتعلق بالعمارة والنحت. ففي الغرب، انحدرت الإمبراطورية الرومانية بشكلٍ كبير من النماذج الإغريقية. وفي الشرق، فتحت غزوات الإسكندر الأكبر باب التبادل الثقافي بين الإغريق، وآسيا الوسطى، والهند لقرونٍ عديدة، ما نتج عنه الفن البوذي اليوناني، بالإضافة إلى تشعباتٍ أخرى عديدة تصل حتى اليابان.
بعد عصر النهضة في أوروبا، ألهمت الجماليات الإنسانية والمعايير التقنية العالية في الفن الإغريقي أجيال عديدة من الفنانين الأوروبيين. كانت الأواني الخزفية إما زرقاء مع نقوشٍ سوداء، أو سوداء مع نقوشٍ زرقاء.

### الحقبة البيزنطية
يُطلق مصطلح الفن البيزنطي على الإمبراطورية الرومانية الشرقية من القرن الخامس تقريبًا حتى سقوط قسطنطين عام 1453. (عُرفت الإمبراطورية الرومانية في تلك الفترة بالإمبراطورية البيزنطية). قد يُطلق هذا المصطلح كذلك على الدول المعاصرة للإمبراطورية البيزنطية، والتي شاركتها ثقافةً واحدة، بدون أن تكون جزءًا منها في الواقع، مثل: بلغاريا، وروسيا، والبندقية التي ارتبطت ارتباطًا وثيقًا بالإمبراطورية البيزنطية برغم كونها جزءًا من الثقافة الأوروبية الغربية في نواحٍ أخرى. قد يُستخدم أيضًا لوصف الفن الشعبي أثناء فترة حكم الإمبراطور السابق عثمان للإمبراطورية البيزنطية بعد 1453. استمر النمط الفني البيزنطي بشكلٍ ما في روسيا والدول الأرثوذكسية إلى عصرنا الحاضر.
نما الفن البيزنطي من الفن الإغريقي القديم، وظل متأثرًا بتراثه الكلاسيكي حتى قبل العام 1453 على الأقل، رغم اختلافه عنه في بعض النواحي. أبرز هذه الاختلافات استبدال المذهب الإنساني للفن الإغريقي القديم بالمذهب المسيحي. فإن كان غرض الفن الكلاسيكي هو تمجيد الإنسان، فإن غرض الفن البيزنطي تمجيد الله.
بدلًا من العري، سادت مجسمات الإله الوالد، وعيسى المسيح، ومريم العذراء، وقديسي وشهداء المسيحية، وأصبحت محل الانتباه الحصري للفن البيزنطي. من أهم أشكال الفن البيزنطي -كانت وما تزال - المدرسة الكريتية، باعتبارها المدرسة الرائدة في الفن الإغريقي ما بعد البيزنطي، بعد سقوط الكريت على يد العثمانيين عام 1669. دمجت المدرسة الكريتية بين التقاليد البيزنطية والتأثيري الأوروبي الغربي المتزايد.

### الحقبة ما بعد البيزنطية والحديثة
تمثل المدرسة الكريتية الفن الأيقوني، والذي يُعرف كذلك بالفن ما بعد البيزنطي. ازدهر أثناء الاحتلال الفينيسي للكريت في أواخر العصور الوسطى، واصلًا إلى قمته بعد سقوط قسطنطين، ليصبح الجوهر المركزي للفن الإغريقي أثناء القرن الخامس عشر والسادس عشر والسابع عشر. ابتكر الفنانون الكريتيون أسلوبًا مميزًا في الرسم، تأثرًا بالتقاليد والحركات الغربية والشرقية. يعتبر إل غريكو - أشهر من أنجبت هذه المدرسة - الأكثر نجاحًا بين الفنانين الكثر الذين حاولوا تأسيس حياة مهنية في أوروبا الغربية، وهو كذلك من ترك الأسلوب البيزنطي خلف ظهره فيما بعد.
بدأ ظهور الفن الإغريقي الحديث -بعد تأسيس المملكة اليونانية- مع الرومانتيكية. تشبع الفنانون الإغريقيون بالكثير من العناصر من زملائهم الأوروبيين، ما أدى إلى سطوع النمط المميز للفن الإغريقي الرومانتيكي، المستَلهم بالمُثل الثورية إلى جانب جغرافيا الدولة وتاريخها.
بعد قرونٍ من الحكم العثماني، لم يتواجد الكثير من الفرص لتعلم الفنون في اليونان التي حازت على استقلالها حديثًا، لذا اتجه الفنانون إلى الدراسة في الخارج. كانت ميونخ وجهة الدراسة التي اختارها معظم طلاب اليونان في القرن التاسع عشر، باعتبارها مركزًا عالميًا مهمًا للفنون آنذاك. كانوا يعودون لاحقًا إلى اليونان لمشاركة علمهم. تكونت علاقات أكاديمية وشخصية بين طلاب الفنون اليونانيين الأوائل والجانب الفني في ميونخ، ما أسفر عن ظهور «مدرسة ميونخ اليونانية» وهي أكاديمية الفنون اليونانية في القرن التاسع عشر. 
كان نيكولاس جيسيس معلّمًا مهمًا وفنانًا في أكاديمية ميونخ، وسرعان ما أصبح شخصية رائدة بين الفنانين اليونانين. اهتم الكثير من فناني هذه المدرسة بمواضيع الحياة اليونانية اليومية، والعادات المحلية، وظروف المعيشة. برز العديد من الرسامين المهمين في تلك الفترة. تخصص ثيودوروس فريزاكيس في الرسم التاريخي، وألهمته تحديدًا حرب الاستقلال اليونانية عام 1821. ركز نيكوفوروس ليتراس على الرسومات الواقعية للحياة اليونانية. بينما كرّس جيورجيوس جاكوبيدس انتباهه على الأطفال الرضع والصغار، وأصبح فيما بعد المدير الأول لمعرض أثينا القومي للفنون. 
كان جيورجوس رويلوس فنانًا رائدًا آخر في هذه الفترة، ذو علاقةٍ وطيدة بمدرسة ميونخ، خاصةً في بداية مسيرته المهنية. وأُلهم قنسطنطيوس فولاناكيس بالبحر اليوناني.
من الفنانين المهمين أيضًا في تلك الفترة: ثيودور رالي، وأيونيس ألتاموراس، والرسام الشعبي ثيوفيلوس هاتزيميشيل. من النحاتين المميزين في هذه الفترة: ليونيداس دروسيس (عمله الأعظم هو الزخرفة المعمارية النيوكلاسيكية الكبيرة في أكاديمية أثينا)، ولازاروس سوشوس، وجيورجيوس فيتاليس، وديميتروس فليبوتيس، وأيونيس كوسوس، ويانويليس تشاليباس، وجيورجيوس بونانوس، ولازاروس فيتاليس.
أعقبت المدرسة الهيبتانية للرسم ( ترجمتها الحرفية، «مدرسة الجزر السبع»، والتي تُعرف أيضًا باسم مدرسة الجزر الأيونية) المدرسة الكريتية كمدرسة رائدة للرسم في العصر ما بعد البيزنطي اليوناني بعد سقوط جزيرة كريت في أيدي العثمانيين في عام 1669. حصل في المدرسة الكريتيّة، دمجت المدرسة الهيبتانية التقاليد البيزنطية بالتأثير الفني المتزايد في أوروبا الغربية، وشهدت أيضًا أول تصويرٍ مهم للمواضيع العلمانية. اتّخذت المدرسة من الجزر الأيونية، التي لم تكن جزءًا من اليونان العثمانية، مقرًّا لها منذ منتصف القرن السابع عشر وحتى منتصف القرن التاسع عشر.

## أهم المتاحف والمعارض في اليونان

### سالونيك
- متحف سالونيك للآثار
- متحف الثقافة البيزنطية

### كريت
- متحف هيراكليون للآثار
- متحف خانية للآثار
- دير أغيا تريادا

### كورفو
- متحف كورفو للآثار
- المتحف البيزنطي في أنتيفونيوتيسا

### في بقية المدن اليونانية
- متحف باتراس للآثار
- متحف فولوس للآثار
- متحف ديون للآثار
- متحف أمفيبوليس للآثار
- متحف بيلا للآثار
- متحف فيرويا للآثار
- متحف ثاسوس للآثار
- متحف ديلوس للآثار
- متحف رودس للآثار
- متحف إبيداوروس للآثار
- متحف أولمبيا للآثار
- متحف دلفي الأثري
- نيا موني في جزيرة خيوس
- متحف فلورينا للفن الحديث

## أهم المتاحف والمعارض في اليونان
- أتيكا
- متحف الأكروبول.
- متحف جولاندريس للفن السيكلادي.
- متحف أثينا الوطني للآثار.
- رواق أتالوس.
- متحف بيرايوس للآثار.
- متحف بيناكي.
- المعرض القومي (أثينا).